# Moshe Feinstein

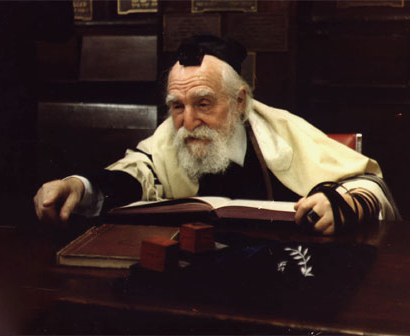
Mosche Feinstein

Mosche Feinstein (geboren am 3. März 1895 in Usda nahe Minsk; gestorben am 23. März 1986 in New York City) war ein weltberühmter litauischer orthodoxer Rabbiner, eine führende halachische Kapazität und zu seinen Lebzeiten de facto die höchste rabbinische Autorität (Gadol Hador) der Orthodoxie Nordamerikas.

## Leben
Mosche bzw. in der aschkenasischen Aussprache Moische Feinstein wurde nach jüdischem Kalender am 7. Adar 5655 in Usda nahe Minsk im heutigen Weißrussland geboren. Schon dem Kind und Jugendlichen wurden Bezeugungen seiner überragenden Fachkenntnis zuteil. Als Siebenjähriger beherrschte er große Teile der Ordnung Nesikin aus dem Talmud. Als Feinstein 16 Jahre alt war, meinte Rabbi Pesach Pruskin, einer der damals führenden Lehrer: „Ich habe einen Studenten, der größer ist als ich.“ Er studierte zunächst bei seinem Vater, Rabbi David Feinstein, dann in Jeschiwot in Slutsk, Schklou und Mszislau.
Danach wurde er für sechzehn Jahre Rabbiner in Ljuban. 1920 heiratete er Shima Kustanovich und hatte mit ihr insgesamt fünf Kinder (Pesach Chaim, Fay Gittel, Shifra, David und Reuven) mit ihr.
Zum Ende der 1920er Jahre verschärfte das Sowjetregime die antijüdischen Repressionen. Nach einer internationalen Kampagne, ihm die Ausreise aus der Sowjetunion zu gestatten, konnte Mosche Feinstein 1936 mit seiner Familie in die Vereinigten Staaten auswandern. Er ließ sich in New York City nieder, wo er bis an sein Lebensende verblieb. Er wurde Schulhaupt der Mesivta Tiferes Jerusalem-Jeschiwa, wovon später noch ein Ableger in Staten Island, New York, von ihm gegründet wurde. Auch seine Söhne Reuven und David Feinstein waren in diesen Ausbildungsstätten aktiv.
Mosche Feinstein war Vorsitzender der Union of Orthodox Rabbis of the United States and Canada, ebenso präsidierte er der Moetzes Gedolei HaTorah der Agudath Israel of America seit den 1960er Jahren bis zu seinem Tod. Darüber hinaus war er einer der führenden Köpfe in Israels Chinuch Atzmai (Ausbildungsorganisation für Kinder orthodoxer Eltern).
Der Steipler Gaon, Rabbi Yonasan Steif, Rabbi Eliyahu Lopian, Rabbi Aharon Kotler, Rabbi Yaakov Kamenetsky und Rabbi Yosef Shalom Elyashiv verehrten Mosche Feinstein und verliehen ihm den Titel „Gadol Hador“ („größter Tora-Weiser der lebenden Generation“) – obwohl viele von ihnen bedeutend älter waren als er. Weltweit genoss er hohes Ansehen, und es wurden ihm komplexe halachische Fragen zur Entscheidung vorgelegt.
An seiner Beerdigung, an der auch – neben vielen anderen – der Satmarer Rebbe Mosche Teitelbaum zu den Trauernden sprach, nahmen etwa 300.000 Menschen teil. Feinstein genoss ein derart hohes Ansehen, dass der bekannte Rabbi Schlomo Salman Auerbach es ablehnte, zu Feinsteins Ehren zu sprechen. Er sagte: „Wer bin ich, dass ich zu seinen Ehren sprechen könnte? Ich studierte seine Bücher, ich war sein Schüler.“
Mosche Feinstein liegt auf dem Friedhof Har HaMenuchot in Jerusalem neben seinem Lehrer, Rabbi Isser Zalman Melzer, in der Nähe des Grabes des Belzer Rebben.

## Hauptwerke
- Igros Mosche (8 Bände halachischer Responsen)
- Dibros Mosche (11 Bände)
- Darash Mosche (posthum)

Einige von Feinsteins frühen Ausarbeitungen, darunter ein Kommentar zum Jerusalemer Talmud, wurden von den Sowjets vernichtet.